# Apanteles reedi
Apanteles reedi är en stekelart som beskrevs av Porter 1920. Apanteles reedi ingår i släktet Apanteles och familjen bracksteklar. Inga underarter finns listade i Catalogue of Life.